# Violante do Céu
Soror Violante do Céu (Violante vom Himmel), OP, bürgerlich Violante Montesino, (* 1601 in Lissabon, Portugal; † 1693 ebenda) war eine portugiesische Nonne und Lyrikerin. Sie gilt als große weibliche Stimme der portugiesischen Barocklyrik und der geistlichen Lyrik ihres Landes.

## Leben und Wirken
Violante Montesino – so ihr bürgerlicher Name – schrieb im Alter von 17 Jahren eine Komödie während eines Besuches von Spaniens König Philipp III. in Lissabon. 1630 trat sie dem Orden der Dominikanerinnen bei, im Konvent Nossa Senhora do Rosario in Lissabon und führte fortan ein klösterliches und geistiges Leben.
Soror (Schwester) Violante schrieb enorm viel Lyrik, die 1630 in Rouen, Frankreich, erstmals als eigenständige Lyrik gedruckt wurde. Damit wurde sie eine der großen geistlichen Dichterinnen in Portugal neben Agostinho da Cruz und anderen. Auch für das Zeitalter des Barocks sind ihre Sonette von Bedeutung. Weitere Verse erschienen in Anthologien wie dem Parnasso Literatura de divinos e humans versos, 1733 posthum oder in Decima Musa de Fenix dos Engenho Lusitano.
Sie starb hochbetagt 1693 in Lissabon.

## Werk
- Rimas Varias, 1646, gedruckt in Rouen.